# Fellow Awards
Fellow Awards — премия, учреждённая Музеем компьютерной истории в 1987 году. Ею награждаются ныне живущие люди, внесшие значительный вклад в развитие информационных технологий.

## Награждение
Кандидатов на награждение может рекомендовать любой желающий. При заявка должна удовлетворять следующим требованиям:
- Номинируются только ныне живущие люди. Нельзя номинировать самого себя.
- В заявке должно быть подробно изложено почему этого человека стоит наградить.
- Желательно, чтобы номинировался один человек, хотя в некоторых случаях комитет может принять заявку на номинацию группы людей.
- Номинирующий должен действовать как отдельное лицо, не представляющее никакую организацию.
- Если заявка содержит какие-либо неточности, она отклоняется.

Награждаемые отбираются специальным комитетом состоящим из работников музея, историков, видных людей из IT индустрии, а также награждённых ранее.

## Обладатели премии Fellow Awards
С 1987 года ежегодно происходит церемония награждения почётных членов.
Список награждённых:
- 1987: Хоппер Грейс
- 1995: Форрестер Джей
- 1996: Mitch Kapor, Олсен, Кен
- 1997: Ритчи Деннис, Томпсон Кен, Бэкус Джон, Возняк Стив
- 1998: Амдал Джин, Кнут Дональд Эрвин, Мур Гордон
- 1999: Кэй Алан Кёртис, Маккарти Джон, Цузе Конрад
- 2000: Аллен Фрэнсис Элизабет, Серф Винтон, Tom Kilburn
- 2001: Брукс, Фредерик, Jean E. Sammet, Уилкс Морис Винсент
- 2002: Charles Geschke, John Warnock, Кок Джон, Carver Mead
- 2003: Бернерс-Ли Тим, David Wheeler, Белл Гордон
- 2004: Эрих Блох, Бриклин Даниэль, Bob O. Evans, Фрэнкстон Боб, Вирт Никлаус
- 2005: Бэран, Пол, Энгельбарт, Дуглас, Шугарт, Алан, Сазерленд Айвен
- 2006: Хоар Чарльз Энтони Ричард, Кан Роберт Эллиот, Лэмпсон Батлер В., Минский Марвин Ли
- 2007: Хеннесси Джон Лерой, Паттерсон Дэвид, Morris Chang, Текер Чарльз
- 2008: Jean Bartik, Меткалф Роберт, Торвальдс Линус
- 2009: Фаджин Федерико, Хофф Тед, Stanley Mazor, Масатоси Сима, Donald D. Chamberlin, Robert Everett
- 2011: Диффи Уитфилд, Хеллман Мартин, Меркл Ральф, Джой Билл
- 2012: Корбато Фернандо Хосе, Фейгенбаум Эдвард Альберт, Фербер Стивен, Sophie Wilson
- 2013: Эд Катмулл, Гарри Хаски, Роберт Тейлор
- 2014: Конвей Линн, John Crawford, Джейкобс Ирвин
- 2015: Страуструп Бьёрн, Бахман Чарльз Уильям, Березин Эвелин
- 2016: Катлер Дэйв, Lee Felsenstein, Phil Moorby

## Вклад некоторых лауреатов
Первая премия была вручена Грейс Хоппер как создательнице первого компилятора. Всего награждено более 40 человек.
В списке награждённых присутствуют:
- Масатоси Сима.  Награждён в 2009 году за работу в команде, разработавшую первый в мире коммерческий микропроцессор Intel 4004.
- Линус Торвальдс. Награждён в 2008 году за создание ядра Линукс и управление открытой разработкой широко используемой операционной системы Линукс.
- Сэр Энтони Хоар. Награждён в 2006 за разработку алгоритма быстрой сортировки и большой вклад в теорию алгоритмов.
- Никлаус Вирт. Награждён в 2004 году за продуктивную работу над языками программирования, включая Euler, Algol-W, Pascal, Modula, и Oberon.
- Гордон Мур. Награждён в 1998 за работу над полупродниковыми устройств и как один из основателей компаний Intel и Fairchild Semiconductor.
- Марвин Минский. Награждён в 2006 году как один из основоположников исследований в области искусственного интеллекта, за создание первой искусственной нейронной сети, за создание ранних роботизированных систем и развитием теории «Общество разума» о человеческом и машинном интеллекте.
- Дональд Кнут. Награждён в 1998 году за неоценимый вклад в развитие теории алгоритмов, разработку системы компьютерной верстки TeX, за значительный вклад в математику и информатику.